# سوتر (برنامه رایانه‌ای)
سوتر (به انگلیسی: Suter) یک برنامه رایانه‌ای نظامی است که توسط بی‌ای‌ئی سیستمز تهیه شده و به شبکه‌های رایانه ای و سیستم‌های ارتباطی متعلق به یک دشمن حمله می‌کند. توسعه برنامه توسط بیگ‌سافاری، واحد مخفی نیروی هوایی ایالات متحده، مدیریت شده‌است. این برنامه به‌طور ویژه جهت مداخله در رایانه‌های یکپارچه پدافند هوایی طراحی شده‌است. سوتر توسط شرکت ال-۳ کامیونیکیشنز در هواپیماهای بدون سرنشین ایالات متحده ادغام شد.
سه نسل از سوتر ایجاد شده‌است. سوتر ۱ به اپراتورهای خود اجازه می‌دهد تا بر چیزهای قابل مشاهده توسط اپراتورهای رادار دشمن نظارت کنند. سوتر ۲ به آنها اجازه می‌دهد تا شبکه‌های دشمن را در دست بگیرند و سنسورهای آن‌ها را هدایت کنند. سوتر ۳ که در تابستان ۲۰۰۶ آزمایش شده‌است، تهاجم به ارتباطات به اهداف حساس به زمان مانند پرتابگرهای موشک‌های بالستیک یا پرتابگرهای موشک‌های سطح به هوای متحرک را ممکن می‌کند.
این برنامه با هواپیماهایی مانند لاکهید ئی‌سی-۱۳۰، بوئینگ آرسی-۱۳۵ و جنرال داینامیکس اف-۱۶ فایتینگ فالکن آزمایش شده‌است. از سال ۲۰۰۶ در عراق و افغانستان استفاده شده است.
مقامات نیروی هوایی ایالات متحده حدس می‌زنند که از فن آوری مشابه سوتر توسط نیروی هوایی اسرائیل برای خنثی کردن رادارهای سوریه و حرکت مخفیانه در فضای هوایی آنها در عملیات باغ میوه در ۶ سپتامبر ۲۰۰۷، استفاده شده‌است. فرار از رادارهای دفاع هوایی در غیر این صورت بعید بود زیرا هواپیماهای مک‌دانل داگلاس اف-۱۵ ایگل و جنرال داینامیکس اف-۱۶ فایتینگ فالکن که توسط نیروهای هوایی اسرائیل مورد استفاده قرار می‌گرفت، مجهز به فناوری مخفی‌کاری نبودند.